# Norsk Teknisk Museum
Das Norsk Teknisk Museum (NTM), deutsch „Norwegisches Technisches Museum“, ist ein Technikmuseum in der norwegischen Hauptstadt Oslo.

## Geschichte
Das 1914 gegründete Technische Museum ist Norwegens Nationalmuseum für Technologie, Industrie, Naturwissenschaften und Medizin. Auf 12.000 m² Ausstellungsfläche präsentiert es heute im Osloer Stadtviertel Kjelsås seinen jährlich etwa 250.000 Besuchern anhand von historischen und zeitgenössischen Exponaten, Modellen und Dokumenten die Entwicklungsgeschichte auf diesen Gebieten.
Dazu gehören unter anderem Norwegens erste Dampfmaschine von 1820, Norwegens erstes Automobil von 1895 und Norwegens erstes Flugzeug von 1912. Die historischen Originalstücke werden verknüpft mit dem aktuellen Stand der Technik. So werden auch moderne technische Verfahren und Produkte illustriert, wie sie uns alle heute umgeben. Durch interaktive Installationen werden insbesondere die jungen Besucher neugierig gemacht und ihr Forscherdrang geweckt.
Das heutige Museumsgebäude wurde von Rolf Ramm Østgaard entworfen und im Mai 1986 eröffnet. Die angegliederte Bibliothek verfügt über eine der größten Sammlungen von Büchern, Zeitschriften und Archivmaterial zur Industrie- und Technikgeschichte des Landes. Es beherbergt darüber hinaus die Hauptausstellung des norwegischen Telemuseums sowie einen Museumsladen und ein Besucher-Café.

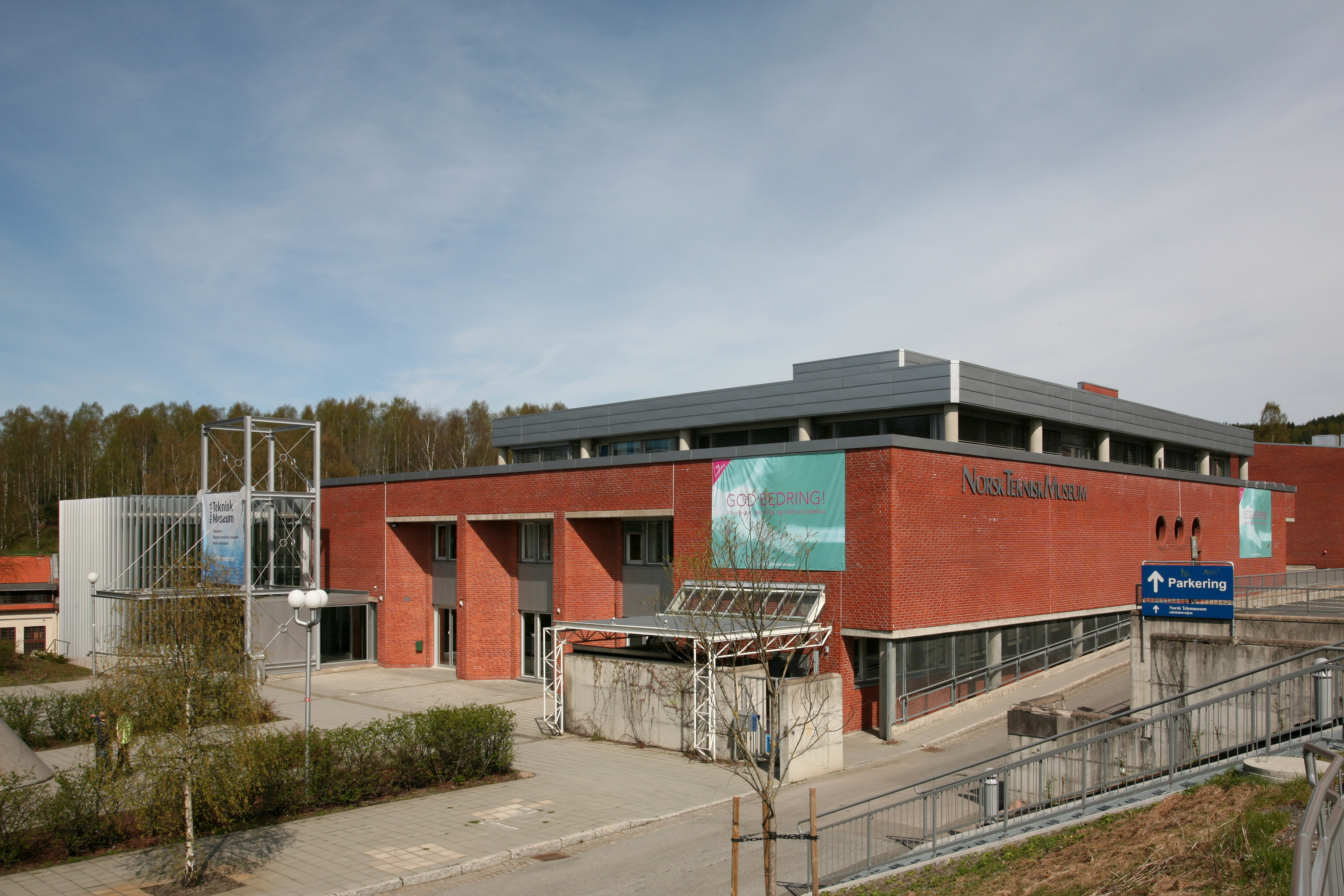
Museumsgebäude
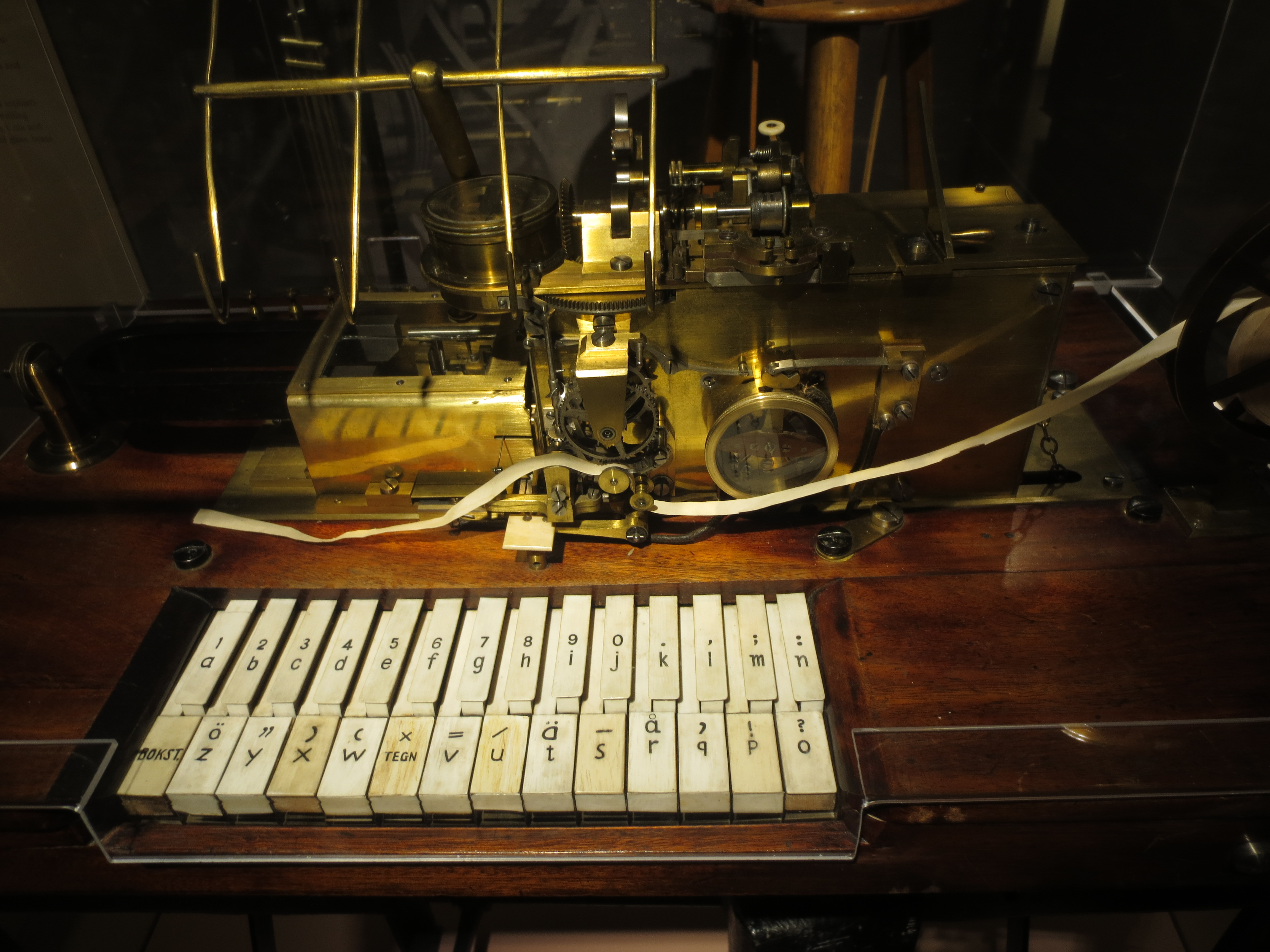
Typentelegraf von 1877
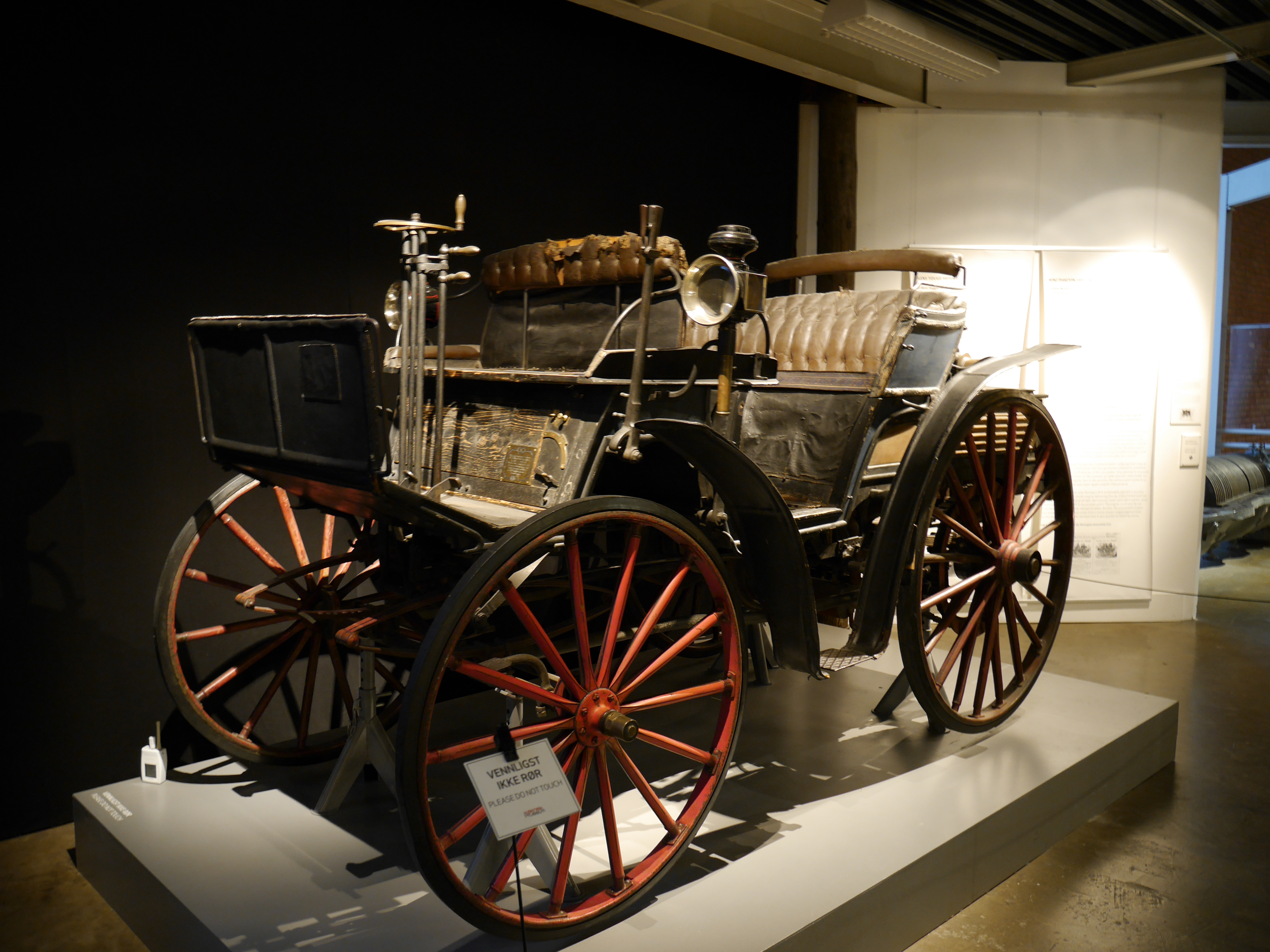
Benz Phaeton von 1895
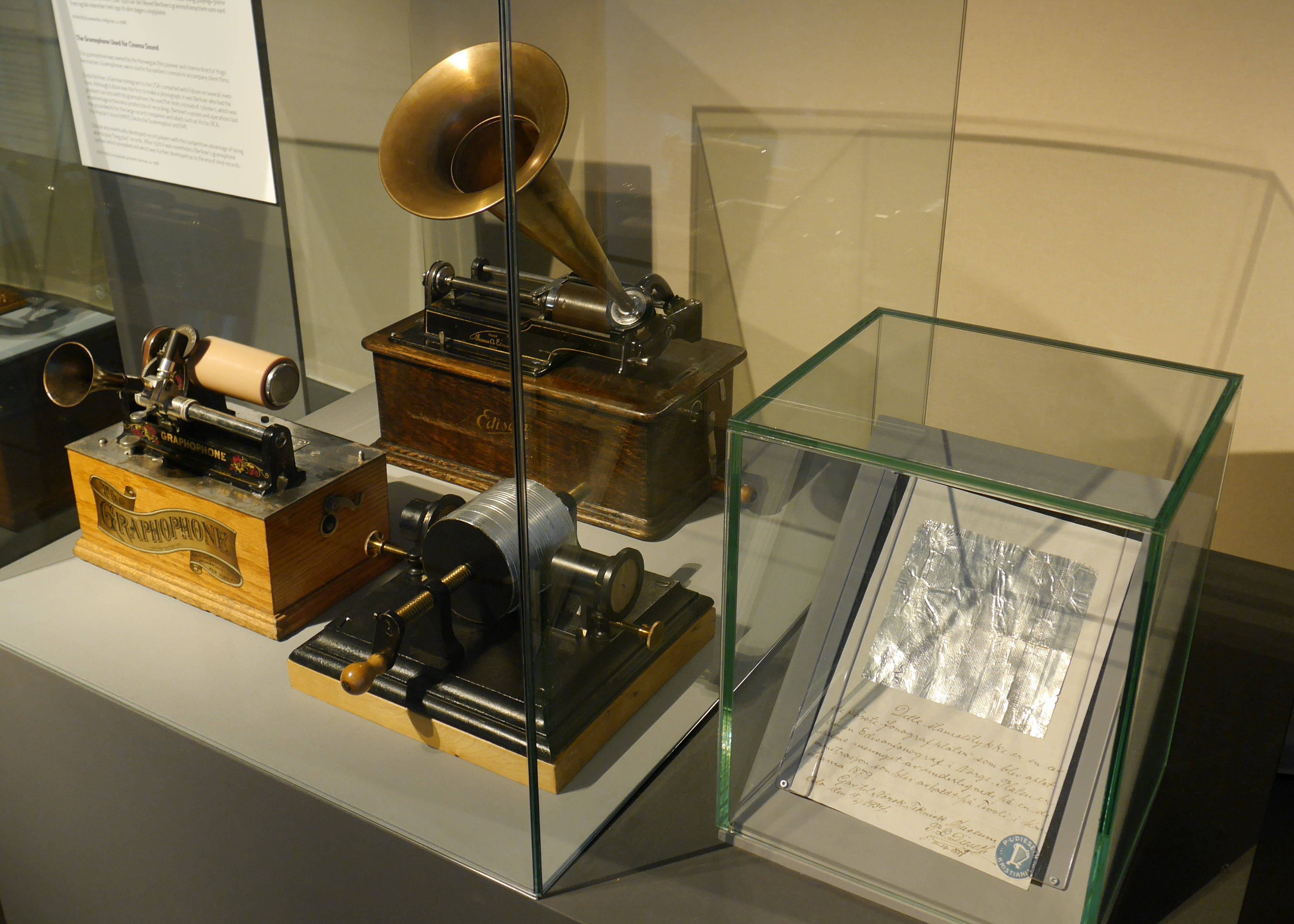
Phonographen um 1900
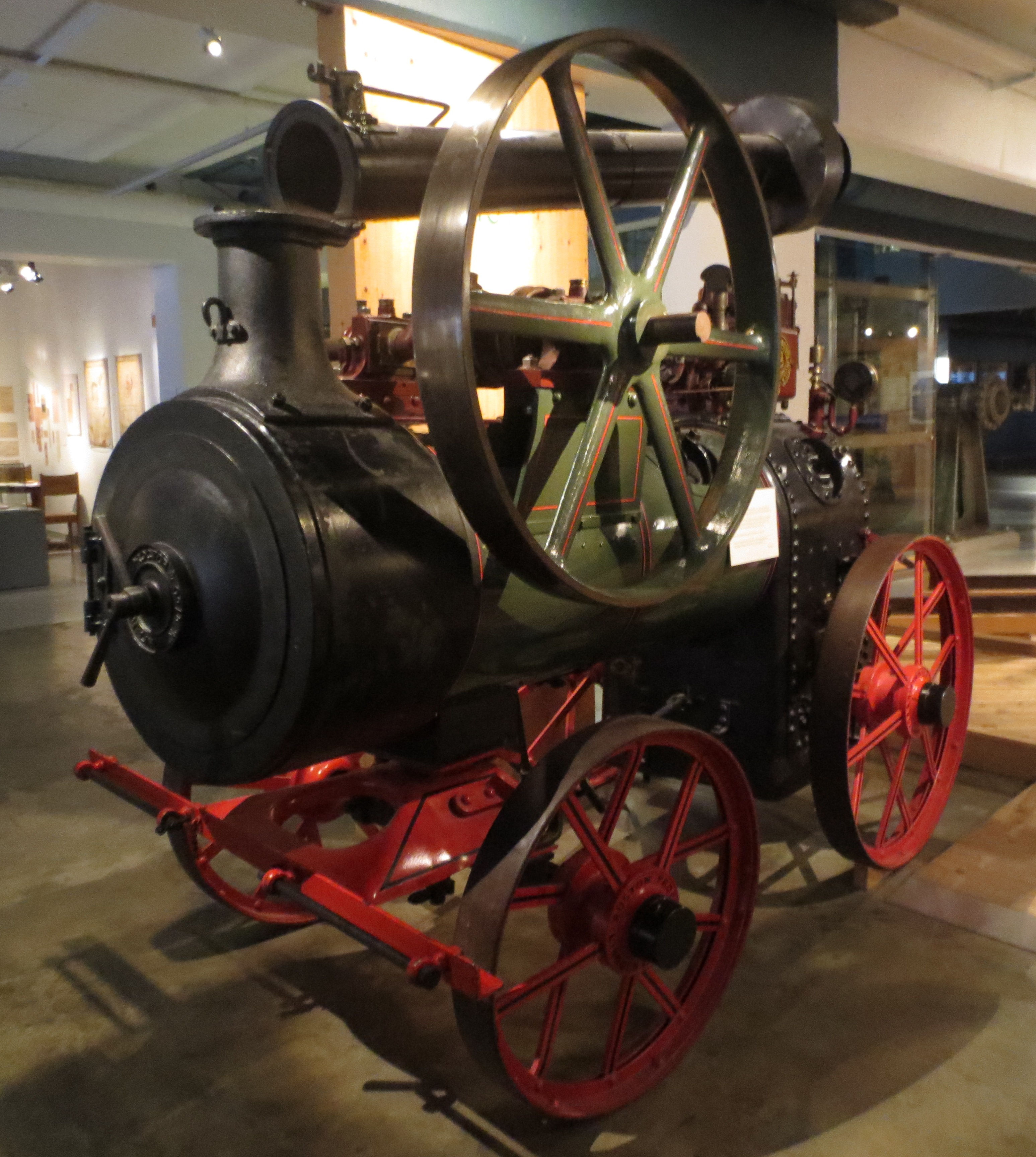
Lokomobile von 1906
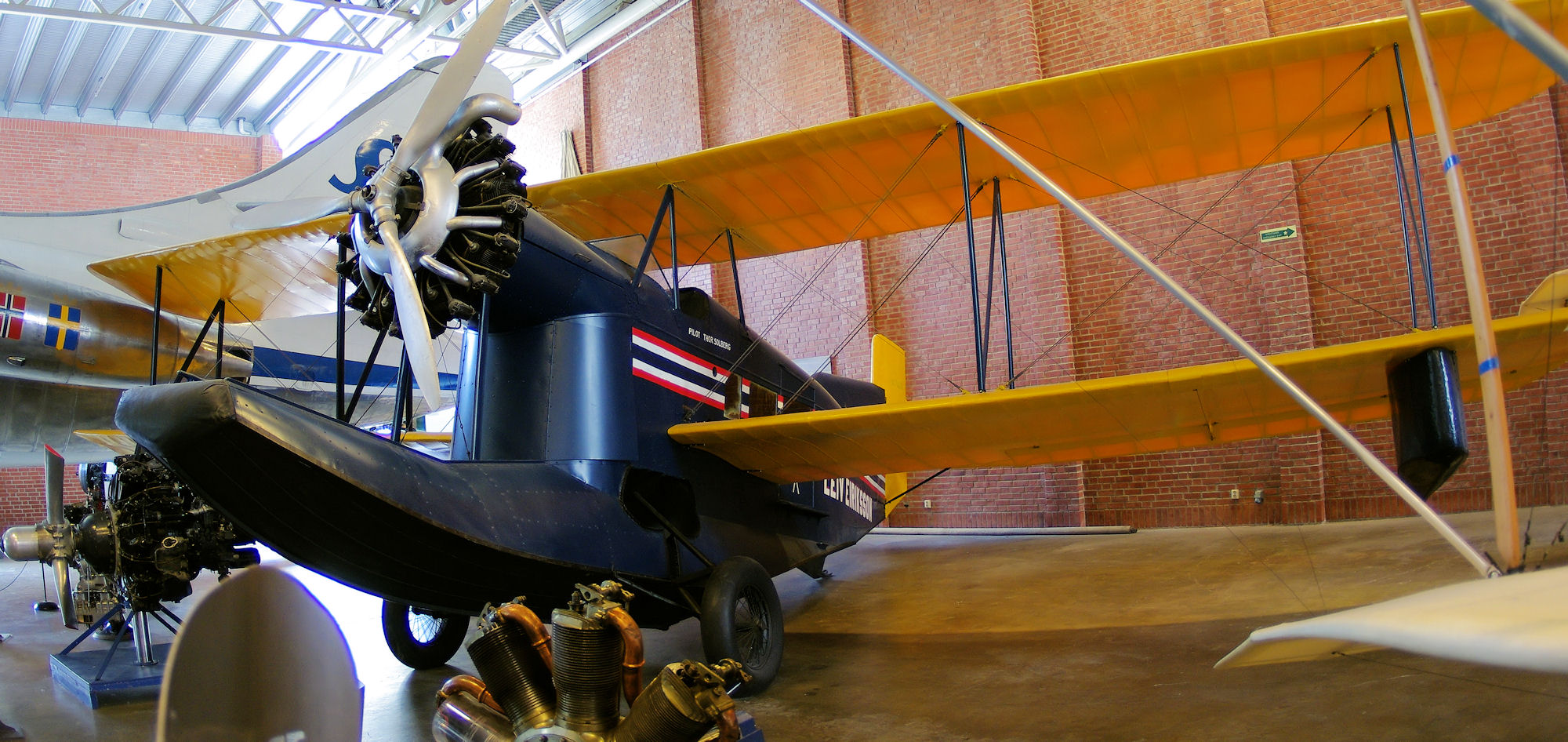
Loening Amphibienflugzeug von 1935